# Fontein Kolenkit

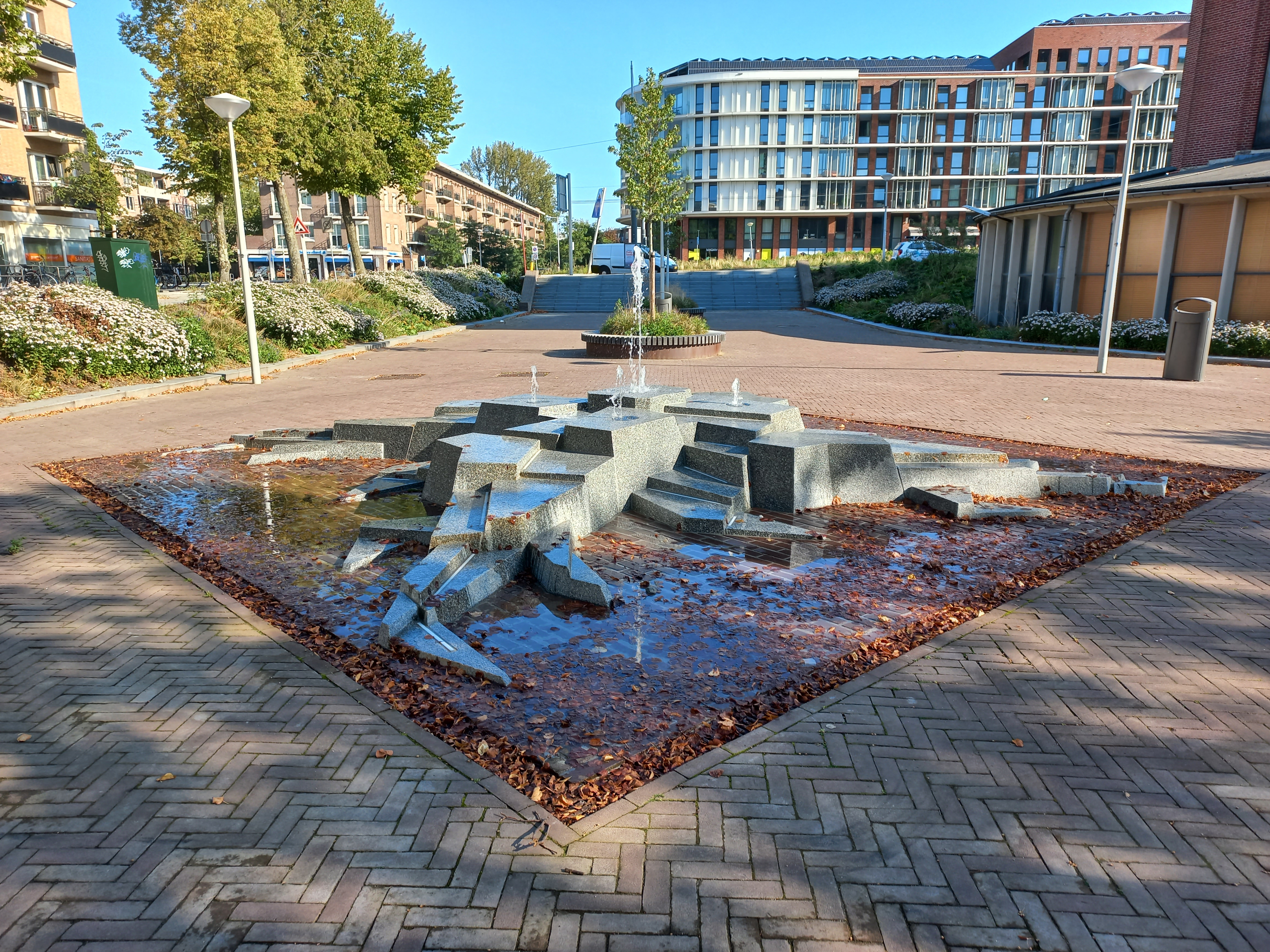
Fontein Kolenkit (september 2023)

De Fontein Kolenkit is een fontein in Amsterdam Nieuw-West.
De fontein werd geplaatst in het teken van de continue wijzigingen in dit deel van Amsterdam in de 21 eeuw. Daarbij werd en wordt er in de Kolenkitbuurt veel bebouwing gerenoveerd dan wel gesloopt en vervangen door nieuwbouw. Met name de omgeving rondom de kruising Bos en Lommerplein/Bos en Lommerweg en Rijksweg 10 (ringweg) onderging een metamorfose. Als gevolg daarvan werd ook de openbare ruimte rondom de Opstandingskerk aangepast. Het was in de ogen van buurtbewoners een rommelige plek, die niet uitnodigde tot gezellig samenzijn. In overleg met die buurtbewoners werd die open ruimte aangepast en overzichtelijker gemaakt. Er kwamen banken en speelgelegenheden en ook een fontein. Op 31 mei 2023 werd het nieuwe naamloze pleintje geopend.
Voor het fontein werd ontwerper Drazen Bokan ingeschakeld; hij was in Amsterdam bekend vanwege de Fontein Haarlemmerplein. Die heeft talloze met wisselende intervallen werkende bedriegertjes. De fontein bij de Kolenkit (bijnaam van de kerk) heeft het karakter van stromend water uit spuiters over steen.   